# Список втрачених природоохоронних територій Івано-Франківської області
Втрачені природоохоронні території Івано-Франківської області
Для збереження флори і фауни в Івано-Франківській області створено 517 об'єктів та територій природно-заповідного фонду (ПЗФ), загальна площа яких 221611,500 га. Станом на 1 січня 2015 року в області нараховувалось: 1 природний заповідник (S=5344,2 га), 5 національних природних парків (S=120339,7 га), 3 регіональних ландшафтних парка (S=38417,0 га), 64 заказники (S=45930,14 га), з них 10 — загальнодержавного значення (S=5423,8 га) та 54 — місцевого значення (S=40506,34 га); 188 пам'яток природи (S=1236,37 га), з них 12 — загальнодержавного значення (S=374,4 га) і 176 — місцевого значення (S=861,97 га), 7 дендрологічних парків (S=152,96 га), з них 3 — загальнодержавного значення (S=142,0 га) та 4 — місцевого значення (S=10,96 га); 8 парків-пам'яток садово-паркового мистецтва (S=84,2 га), з них 1 — загальнодержавного значення (S=7,0 га) і 7 — місцевого значення (S=77,2 га), 196 заповідних урочищ (S=7319,8 га). На сьогоднішній день площа ПЗФ становить 15,7 % від площі самої області.

## Втрати природно-заповідного фонду
Проте в минулому на території Івано-Франківської області було створено ще 174 територій та об'єктів природно-заповідного фонду загальнодержавного та місцевого значення, які відсутні в сучасному переліку ПЗФ області. Їх площа яких складала 646515,36 га і це становить 29,8 % від загальної площі усіх ПЗФ області,,,,,.

## Заказники
| Назва та категорія | Розташування                                                                                       | Рішення про оголошення                                           | Рішення про скасування                                                 | Опис |
| ------------------ | -------------------------------------------------------------------------------------------------- | ---------------------------------------------------------------- | ---------------------------------------------------------------------- | --- |
| Джурджі́йський      | На північний схід від села Бистриці Надвірнянського району при потоці Джурджинець                  | Постанова Ради міністрів УРСР від 28 жовтня 1974 р. № 500        | Указ Президента України "Про створення природного заповідника Горгани" | Площа — 754 га. Охороняється територія з характерною зміною вертикальних рослинних поясів на схилах Ґорганів |
| Кедроватий         | На землях Верховинського лісокомбінату (Красницького лісництва, кв. 5, 11, 12, 13, 14, 15, 16, 17) | Рішення Івано-Франківського Облвиконкому № 335 від 16.09.1980 р. | Інформація відсутня, в офіційних переліках об'єкт не міститься         | Площа — 1495 га. Був створений з метою охорони унікального ізольованого осередку сосни кедрової європейської |
| Новицька дубина    | На землях с. Новиця Калуський район.                                                               | Рішення Облвиконкому № 451 від 15.07.1996 р.                     | Інформація відсутня, в офіційних переліках об'єкт не міститься         | Площа – 100 га. Об’єкт на момент створення був представлений цінним лісовим масивом з дуба звичайного, з багатим трав’яним покривом, в якому зустрічається велика кількість рідкісних видів рослин, в т.ч. занесених до Червоної книги України. |
| Острів             | На землях смт Бурштин, водосховище.                                                                | Рішення виконкому обласної ради від 19.07.1988 р. № 128          | Інформація відсутня, в офіційних переліках об'єкт не міститься         | Площа – 0,31 га. Об’єкт на момент створення був представлений місцем гніздування колонії кваків та інших рідкісних птахів. |
| Садки́              | Надвірнянський р-н, Горганське лісництво на південь від с. Зелена                                  | Постанова Ради міністрів УРСР від 28 жовтня 1974 р. N 500        | Постанова Ради міністрів УРСР від 29.01.1997 № 84                      | Площа 995 га. Являє собою мальовничі кам'янисті розсипи на висоті до 1500 м з лісовою рослинністю та низкою рідкісних видів субальпійської флори на північно-східних схилах Ґорґан.                                                             |

## Пам'ятки природи
| Назва та категорія                                  | Розташування                                                             | Рішення про оголошення                       | Рішення про скасування                                           | Опис |
| --------------------------------------------------- | ------------------------------------------------------------------------ | -------------------------------------------- | ---------------------------------------------------------------- | --- |
| Бабрянка                                            | Ділянский лісокомбінат (Яремчанське лісництво, кв. 3 діл. 10).           | Рішення Облвиконкому № 335 від 16.09.1980 р. | Інформація відсутня, в офіційних переліках об'єкт не міститься   | Об’єкт на момент створення був представлений високопродуктивним модриново-смерековим насадженням, віком 80 років.                                                                |
| Болото Глистувате                                   | Верховинський лісокомбінат (Буркутське лісництво).                       | Рішення Облвиконкому № 264 від 07.07.1972 р  | Інформація відсутня, в офіційних переліках об'єкт не міститься   | Площа — 0,5 га. |
| Водоспад Лючі                                       | На землях села Люча, Косівський р-н                                      | Рішення Облвиконкому № 264 від 07.07.1972 р  | Інформація відсутня, в офіційних переліках об'єкт не міститься   | Водоспад природного походження на 7-му кілометрі дороги Яблунів-Космач. |
| Водосховище на річці Гнила Липа                     | На землях околиці міста Бурштина.                                        | Рішення Облвиконкому № 451 від 15.07.1996 р. | Інформація відсутня, в офіційних переліках об'єкт не міститься   | Площа – 1300 га. |
| Гай                                                 | На землях смт Більшівці.                                                 | Рішення Облвиконкому № 451 від 15.07.1996 р. | Інформація відсутня, в офіційних переліках об'єкт не міститься   | Площа – 18 га. |
| Гірське озеро                                       | Полянське лісництво (квартал 22), Долинський район                       | Рішення Облвиконкому № 265 від 7.07.1972 р.  | Інформація відсутня, в офіційних переліках об'єкт не міститься   | Площа – 0,6 га. Об’єкт на момент створення був представлений рідкісним для Прикарпаття озером.                                                                                   |
| Гора Бучок                                          | На землях с. Воскресінці (Коломийський район).                           | Рішення Облвиконкому № 451 від 15.07.1996 р. | Інформація відсутня, в офіційних переліках об'єкт не міститься   | Площа – 6,8 га. |
| Джере́ла Библо, Ключеми́ї, Озе́рце, Вікно́              | На землях сіл Набережна, Дитятин, Озерце, Нараївка, Галицький район      | Рішення Облвиконкому № 451 від 15.07.1996 р. | Інформація відсутня, в офіційних переліках об'єкт не міститься   | Площа — 3 га. Входить до складу НПП "Галицький" |
| Ділянка незайманого лісу                            | Точне місце розташування у рішенні про створення не зазначене.           | Рішення Облвиконкому № 265 від 7.07.1972 р.  | Інформація відсутня, в офіційних переліках об'єкт не міститься   | Площа — 4 га. Об'єкт на момент створення був представлений деревостаном природного походження віком 130 років.                                                                   |
| Довжка                                              | Болехівський лісокомбінат (Витвицьке лісництво, кв. 5, ділянка 9,18).    | Рішення Облвиконкому № 335 від 16.09.1980 р. | Інформація відсутня, в офіційних переліках об'єкт не міститься   | Площа – 2,5 га. Об’єкт на момент створення був представлений високопродуктивним деревостаном чистої ялиці І бонітету.                                                            |
| Долина ріки Дністер                                 | Галицький район                                                          | Рішення Облвиконкому № 451 від 15.07.1996 р. | Інформація відсутня, в офіційних переліках об'єкт не міститься   | Площа – 3200 га. Входить до складу Галицького національного природного парку. |
| Еталон дубового насадження                          | Косівський район, Устеріцьке лісництво (квартал 15).                     | Рішення Облвиконкому № 265 від 7.07.1972 р.  | Інформація відсутня, в офіційних переліках об'єкт не міститься   | Площа – 3,3 га. |
| Еталон ялицево-букового з домішкою явора насадження | Надвірнянський район, Бистрицьке лісництво (квартал 68)                  | Рішення Облвиконкому № 265 від 7.07.1972 р.  | Інформація відсутня, в офіційних переліках об'єкт не міститься   | Площа – 3,6 га. Об’єкт на момент створення був представлений високопродуктивним змішаним деревостаном віком 130 років на висоті 800-1000 м.                                      |
| Кедр європейський                                   | Вигодський лісокомбінат, Людвіківське лісництво                          | Рішення Облвиконкому № 265 від 7.07.1972 р.  | Інформація відсутня, в офіційних переліках об'єкт не міститься   | Площа – 0,01 га. Об’єкт на момент створення був представлений окремим деревом-реліктом висотою 16 метрів, окружністю стовбура 80 см.                                             |
| Кедр карпатський                                    | Ділятинський лісокомбінат Поляницьке лісництво, в урочищі "Кедровата"    | Рішення Облвиконкому № 265 від 7.07.1972 р.  | Інформація відсутня, в офіційних переліках об'єкт не міститься   | Площа – 0,04 га. Об’єкт на момент створення був представлений реліктовою породою.                                                                                                |
| Корчева                                             | Бурштинівське лісництво (кв. 28).                                        | Рішення Облвиконкому № 451 від 15.07.1996 р. | Інформація відсутня, в офіційних переліках об'єкт не міститься   | Площа – 88 га. Входить до складу Галицького НПП. |
| Космацькі Греготи                                   | Космацьке лісництво (Косівський район, кв. 27 вид. 49,52).               | Рішення Облвиконкому № 451 від 15.07.1996 р. | Інформація відсутня, в офіційних переліках об'єкт не міститься   | Площа – 1 га. Об’єкт на момент створення був представлений мальовничими кам'янистими розсипами. Знаходиться на вершині гори Ґрегіт. Входить до складу НПП Гуцульщина.            |
| Культури модрини європейської                       | На землях Кутського лісокомбінату (Кутське лісництво, квартал 22).       | Рішення Облвиконкому № 265 від 7.07.1972 р.  | Інформація відсутня, в офіційних переліках об'єкт не міститься.  | Площа – 1,1 га. |
| Куропатники                                         | На землях Бурштинського лісництва (квартал 6).                           | Рішення Облвиконкому № 451 від 15.07.1996 р. | Інформація відсутня, в офіційних переліках об'єкт не міститься.  | Площа – 107 га. Входить до складу Галицького НПП. |
| Кущ тису ягідного                                   | Брошнівський лісокомбінат (Лугівське лісництво, квартал 18).             | Рішення Облвиконкому № 265 від 7.07.1972 р.  | Інформація відсутня, в офіційних переліках об'єкт не міститься.  | |
| Ліс біля Квасової гори                              | На землях с. Коростовичі                                                 | Рішення Облвиконкому № 451 від 15.07.1996 р. | Інформація відсутня, в офіційних переліках об'єкт не міститься.  | Площа – 45 га. |
| Манява-Скит                                         | На землях Солотвинського лісокомбінату (Манявське лісництво).            | Рішення Облвиконкому № 265 від 7.07.1972 р.  | Інформація відсутня, в офіційних переліках об'єкт не міститься   | Площа – 2 га. Єдине в області місце зростання модрини польської. Входить до складу лісового заказника загальнодержавного значення "Урочище Скит Манявський".                     |
| Модрино-буковий резерват                            | На землях колгоспного лісу «Прапор Леніна» (Долинського району).         | Рішення Облвиконкому № 264 від 7.07.1972 р.  | Інформація відсутня, в офіційних переліках об'єкт не міститься   | Площа — 25 га. |
| Мокринів камінь                                     | Верховинський лісокомбінат (Чивчинське лісництво).                       | Рішення Облвиконкому № 265 від 7.07.1972 р.  | Інформація відсутня, в офіційних переліках об'єкт не міститься   | Об'єкт на момент створення був представлений скельним резерватом, з рідкісною рослинністю. Тут зафіксовано 80 видів судинних рослин, в т.ч. низка рідкісних.                     |
| Мулівці                                             | Богородчанський район, Межирікське лісництво, Солотвинський держлісгосп. | Рішення обласної ради від 15.07.1993 року    | Рішення Івано-Франківської обласної ради № 350-10 від 12.03.2004 | Площа — 5,5 га. Скасування статусу відбулось по причині того, що з рослинного покриву пам'ятки зник підсніжник звичайний.                                                        |
| Озеро Смілин                                        | На землях с. Яблунів.                                                    | Рішення Облвиконкому № 451 від 15.07.1996 р. | Інформація відсутня, в офіційних переліках об'єкт не міститься   | Площа – 7 га |
| Петрів                                              | Придністрянське лісництво (кв. 1-2).,Городенківський район.              | Рішення Облвиконкому № 264 від 7.07.1972 р.  | Інформація відсутня, в офіційних переліках об'єкт не міститься   | Площа – 5 га. Об'єкт на момент створення був представлений мальовничими виступами скель з джерельною водою під ними.                                                             |
| Погарь                                              | На землях Лугівського лісництва (квартал 2), Рожнятівський р-н.          |                                              | Інформація відсутня, в офіційних переліках об'єкт не міститься   | Площа – 2,4 га. Об’єкт на момент створення був представлений місцем зростання цінної лікарської рослини арніки гірської — виду, занесеного до "Червоної книги СРСР".             |
| Постійна лісонасінева ділянка                       | Болехівський лісокомбінат, Витвицьке лісництво, кв.5, діл.10             | Рішення Облвиконкому № 478 від 13.12.1976 р. | Інформація відсутня, в офіційних переліках об'єкт не міститься   | Площа – 1 га. |
| Постійна лісонасінева ділянка                       | Болехівський лісокомбінат (Витвицьке лісництво, кв.3, діл.5)             | Рішення Облвиконкому № 478 від 13.12.1976 р. | Інформація відсутня, в офіційних переліках об'єкт не міститься   | Площа – 0,3 га. |
| Резерват кедра карпатського                         | Ворохтянський лісокомбінат, Яблунецьке лісництво, кв. 5.                 | Рішення Облвиконкому № 265 від 7.07.1972 р.  | Інформація відсутня, в офіційних переліках об'єкт не міститься   | Площа – 1 га. Об'єкт на момент створення був представлений реліктовою породою.                                                                                                   |
| Ротундул                                            | Верховинський лісокомбінат, Чивчинське лісництво.                        | Рішення Облвиконкому № 265 від 7.07.1972 р.  | Інформація відсутня, в офіційних переліках об'єкт не міститься   | Площа – 5 га. Об'єкт на момент створення був представлений гірським торф'яним болотом з острівцями сосни гірської.                                                               |
| Скелі Петрів                                        | Коломийський лісокомбінат, Придністрянське лісництво                     | Рішення Облвиконкому № 265 від 7.07.1972 р.  | Інформація відсутня, в офіційних переліках об'єкт не міститься   | Площа — 5 га. Об'єкт на момент створення був представлений мальовничими виступами скель з джерельною водою під ними.                                                             |
| Смерека з гілками змієподібної форми                | Ворохтянське лісництво, кв. 3, Надвірнянський р-н                        | Рішення Облвиконкому № 264 від 7.07.1972 р.  | Інформація відсутня, в офіційних переліках об'єкт не міститься   | Площа – 0,01 га. Об’єкт на момент створення був представлений деревом, висотою 18 м, окружністю стовбура 68 см.                                                                  |
| Смерека срібляста                                   | смт Кути, Косівський район, вул. К. Маркса                               | Рішення Облвиконкому від 07.07.1972 р.       | Рішення обласної ради № 350-10 від 12.03.2004                    | Площа — 0,01 га. Дерево декоративної форми висотою 14 метрів, окружність стовбура 140 см. Вік дерева — 60 років. Скасування статусу відбулось по причині того, що дерево всохло. |
| Ставки                                              | На землях смт Більшівці, села Кукільники, Медуха, Слобідка.              | Рішення Облвиконкому № 451 від 15.07.1996 р. | Інформація відсутня, в офіційних переліках об'єкт не міститься   | Площа – 640 га. Ймовірно входить до складу національного природного парку Галицький.                                                                                             |
| Тýя зáхідна                                         | смт Кути, Косівський район, вул. Снятинська                              | Рішення Облвиконкому від 07.07.1972 р.       | Рішення Івано-Франківської обласної ради № 350-10 від 12.03.2004 | Площа — 0.01 га. Дерево-екзот висотою 12 метрів, окружністю стовбура 138 см. Скасування статусу відбулось по причині того, що дерево всохло.                                     |
| Чивчинські скелі                                    | На землях колгоспу "40-річчя Жовтня", Верховинський район                | Рішення Облвиконкому № 264 від 7.07.1972 р.  | Інформація відсутня, в офіційних переліках об'єкт не міститься   | Площа – 3 га. |
| Ясень                                               | Ділятинський лісокомбінат Яремчанське лісництво, в урочищі "Буковиця".   | Рішення Облвиконкому № 265 від 7.07.1972 р.  |                                                                  | Площа – 1 га. Об’єкт на момент створення був представлений високопродуктивним насадженням ясеня, віком 30 років.                                                                 |

## Заповідні урочища
| Назва та категорія | Розташування                                                                   | Рішення про оголошення                                                        | Рішення про скасування | Опис |
| ------------------ | ------------------------------------------------------------------------------ | ----------------------------------------------------------------------------- | --- | --- |
| Біля Смерічок      | На землях колгоспу «ім. Шевченка» (с. Підбережжя).                             | Рішення Облвиконкому № 166 від 17.05.1983 р.                                  | Інформація відсутня, в офіційних переліках об'єкт не міститься | Площа — 4,5 га. |
| Бір                | с. Н. Струтинь, Рожнятівський район                                            | Рішення Облвиконкому № 166 від 17.05.1983 р.                                  | Інформація відсутня, в офіційних переліках об'єкт не міститься | Площа — 0,5 га. |
| Бір 2              | с. Н. Струтинь, Рожнятівський район                                            | Рішення Облвиконкому № 166 від 17.05.1983 р.                                  | Інформація відсутня, в офіційних переліках об'єкт не міститься | Площа — 1,2 га. |
| Бір 3              | с. Н. Струтинь, Рожнятівський район                                            | Рішення Облвиконкому № 166 від 17.05.1983 р.                                  | Інформація відсутня, в офіційних переліках об'єкт не міститься | Площа — 0,5 га. |
| Бір 4              | с. Н. Струтинь, Рожнятівський район                                            | Рішення Облвиконкому № 166 від 17.05.1983 р.                                  | Інформація відсутня, в офіційних переліках об'єкт не міститься | Площа — 0,6 га. |
| Бредулець          | Ділятинський лісокомбінат (Микуличанське лісництво).                           | Рішення Облвиконкому № 264 від 7.07.1972 р.                                   | Рішення обласної Ради депутатів від 16.10.84 р. № 247 | Об’єкт на момент створення був представлений природним місцезростанням реліктової сосни, на висоті понад 800 м. Увійшов до складу Карпатського НПП |
| Велика Лопушна     | Богородчанський район, Сивульське лісництво, кв. 25, Солотвинський держлісгосп | Рішення обласної Ради депутатів від 16.09.1980 р. № 335                       | Рішення обласної ради № 350-10 від 12.03.2004 | Площа — 1,2 га. Місце зростання цінної лікарської рослини — тирлича жовтого, виду, занесеного до "Червоної книги СРСР". Скасування статусу відбулось тому, що з рослинного покриву пам'ятки зник тирлич жовтий                                                                                             |
| Вербівці           | На землях с. Блюдники (квартал 22).                                            | Рішення облвиконкому № 451 від 15.07.1996 р.                                  | Інформація відсутня, в офіційних переліках об'єкт не міститься | Площа – 109 га. |
| Водники            | На землях КСП "Радянська Галичина" (с. Водники), Галицький район               | Рішення Облвиконкому № 166 від 17.05.1983 р.                                  | Рішення Івано-Франківської обласної Ради депутатів від 16.09.80 р. № 335 | Площа – 62,3 га. Увійшов до складу РЛП «Галицький» |
| Ворониця           | На землях с. Медуха (квартал 45).                                              | Рішення Облвиконкому № 451 від 15.07.1996 р.                                  | Інформація відсутня, в офіційних переліках об'єкт не міститься | Площа – 125 га. |
| Галятин            | На землях КСП "Радянське Прикарпаття" (с. Велика Туря).                        | Рішення Облвиконкому № 166 від 17.05.1983 р.                                  | Інформація відсутня, в офіційних переліках об'єкт не міститься | Площа – 3,2 га. |
| Гниляк             | На землях Горганського лісництва, кв. 28, Надвірнянський район                 | Рішення виконкому Івано-Франківської обласної ради від 19.07.1988 року № 128. | Розпорядження Івано-Франківської обласної державної адміністрації № 443 від 23.06.1997 року                                                                                          | Площа 150 га. Цінні природні насадження смереки і сосни гірської з домішкою сосни кедрової європейської, що зростають на кам’янистих ґрунтах на висоті 1100-1500 метрів над рівнем моря. Входить до складу природного заповідника «Ґорґа́ни».                                                               |
| Границя            | В межах с. Якубів, Долинський р-н                                              | Рішення виконкому Івано-Франківської обласної ради від 19.07.1988 року № 128. | Розпорядження Івано-Франківської обласної державної адміністрації № 443 від 23.06.1997 року                                                                                          | Площа - 4 га. Входить до складу природного заповідника «Ґорґа́ни». |
| Деліїв             | с. Деліїв.                                                                     | Рішення Облвиконкому № 451 від 15.07.1996 р.                                  | Інформація відсутня, в офіційних переліках об'єкт не міститься | Площа – 129 га. |
| Діброва            | На землях сіл Залуква, Крилос, Комарів, Сокіл.                                 | Рішення Облвиконкому № 451 від 15.07.1996 р.                                  | Інформація відсутня, в офіційних переліках об'єкт не міститься | Площа — 356 га. Територія входить до складу Галицького національного природного парку. |
| Довге              | На землях с. Діброва.                                                          | Рішення Облвиконкому № 166 від 17.05.1983 р.                                  | Інформація відсутня, в офіційних переліках об'єкт не міститься | Площа – 2,4 га. |
| Довжинець          | Надвірнянський р-н, Горганське лісництво, кв.51-54                             | Рішення виконкому обласної ради від 19.07.1988 року № 128                     | Розпорядження Івано-Франківської обласної державної адміністрації № 443 від 23.06.1997 р. "Про внесення змін і доповнень у мережу територій та об'єктів природно-заповідного фонду". | Площа 274 га. Високопродуктивне стійке буково-ялицево-смерекове насадження, що зростає на висоті 900—1200 метрів над рівнем моря. Деревостан має високі селекційні показники і віднесений до генетичного лісового фонду. Скасовано у зв'язку з входженням його до складу природного заповідника «Ґорґани». |
| Дубрівське         | На землях села Дубрівка.                                                       | Рішення Облвиконкому № 166 від 17.05.1983 р.                                  | Інформація відсутня, в офіційних переліках об'єкт не міститься | Площа – 1,6 га. |
| Ельми              | Надвірнянський р-н, Горганське лісництво, кв.40.                               | Рішення виконкому обласної ради від 19.07.1988 року № 128                     | Розпорядження Івано-Франківської обласної державної адміністрації № 443 від 23.06.1997 року                                                                                          | Площа — 86 га. Змішані буково-ялицево-смерекові насадження, що зростають на висоті 1000-1300 метрів над рівнем моря |
| Кінчаки            | На землях с. Кінчаки.                                                          | Рішення Облвиконкому № 451 від 15.07.1996 р.                                  | Інформація відсутня, в офіційних переліках об'єкт не міститься | Площа — 145 га. Територія входить до складу Галицького національного природного парку. |
| Кіпча              | Ділятинський лісокомбінат (Біло-Ославське лісництво).                          | Рішення Облвиконкому № 264 від 7.07.1972 р.                                   | Інформація відсутня, в офіційних переліках об'єкт не міститься | Площа — 6,3 га. Об’єкт на момент створення був представлений насадженням сосни кримської на кам'янистому схилі. Можливий збіг із Кіпча (заповідне урочище) |
| Княгницьке         | На землях колгоспу " Росія" (с. Загіря), Рогатинський р-н                      | Рішення Облвиконкому № 166 від 17.05.1983 р.                                  | Інформація відсутня, в офіційних переліках об'єкт не міститься | Площа – 7 га. |
| Королівка          | м. Галич                                                                       | Рішення Облвиконкому № 451 від 15.07.1996 р.                                  | Інформація відсутня, в офіційних переліках об'єкт не міститься | Площа – 54 га. Назва пов'язана з іменем Короля Данила Галицького, урочище вкрите лісом, тут знаходяться археологічні пам'ятки. Територія входить до складу Галицького національного природного парку. |
| Кривець            | Точне місце розташування у рішенні про створення не зазначене.                 | Рішення Облвиконкому № 166 від 17.05.1983 р.                                  | Інформація відсутня, в офіційних переліках об'єкт не міститься | Площа – 0,3 га. |
| Крилос             | Галицький р-н                                                                  | Рішення Облвиконкому № 451 від 15.07.1996 р.                                  | Інформація відсутня, в офіційних переліках об'єкт не міститься | Площа – 284 га. Територія входить до складу Галицького національного природного парку. |
| Кутищанське        | На землях колгоспу "Шлях Ілліча" (с. Кутище).                                  | Рішення Облвиконкому № 166 від 17.05.1983 р.                                  | Інформація відсутня, в офіційних переліках об'єкт не міститься | Площа – 0,7 га. |
| Михів              | На землях с. Заріччя, Надвірнянський р-н                                       | Рішення Облвиконкому № 166 від 17.05.1983 р.                                  | Інформація відсутня, в офіційних переліках об'єкт не міститься | Площа – 15,5 га. |
| Мочар              | На землях колгоспу "ім. Шевченка" (с. Ценява).                                 | Рішення Облвиконкому № 166 від 17.05.1983 р.                                  | Інформація відсутня, в офіційних переліках об'єкт не міститься | Площа – 134,7 га. |
| Мочар-2            | На землях колгоспу "ім. Шевченка" (с. Ценява).                                 | Рішення Облвиконкому № 166 від 17.05.1983 р.                                  | Інформація відсутня, в офіційних переліках об'єкт не міститься | Площа – 264,2 га. |
| Мочар-3            | На землях колгоспу "ім. Шевченка" (с. Ценява).                                 | Рішення Облвиконкому № 166 від 17.05.1983 р.                                  | Інформація відсутня, в офіційних переліках об'єкт не міститься | Площа – 89,8 га. |
| Мочар-4            | На землях колгоспу "ім. Шевченка" (с. Ценява).                                 | Рішення Облвиконкому № 166 від 17.05.1983 р.                                  | Інформація відсутня, в офіційних переліках об'єкт не міститься | Площа – 84,2 га. |
| Новобудова         | Надвірнянський р-н, Горганське лісництво, кв.31-33                             | Рішення виконкому обласної ради від 19.07.1988 року №128.                     | Розпорядження обласної державної адміністрації № 443 від 23.06.1997 р. | Площа - 217 га. Вітростійке смерекове насадження на висоті 1100-1500 метрів над рівнем моря, цінний генетичний фонд. Об'єкт було скасовано у зв’язку з входженням його до складу природного заповідника «Ґорґа́ни».                                                                                         |
| Озеро Лебедин      | Коломийський лісгосп, Яблунівське лісництво, Косівський р-н                    | Рішення Облвиконкому № 610 від 05.12.1978 р.                                  | Інформація відсутня, в офіційних переліках об'єкт не міститься | Гірське озеро, розташоване серед лісів і луків на висоті 650 м над рівнем моря, які є водозбором і місце зростання цінних лікарських рослин. Входить до НПП Гуцульщина. |
| Озерце             | На землях с. Озерце.                                                           | Рішення Облвиконкому № 451 від 15.07.1996 р.                                  | Інформація відсутня, в офіційних переліках об'єкт не міститься | Площа – 86 га. |
| Пациків            | Біло Мало-Турянське лісництво (кв. 18 вид 20).                                 | Рішення виконкому обласної ради від 19.07.1988 р. № 128                       | Інформація відсутня, в офіційних переліках об'єкт не міститься | Площа — 2,2 га. |
| Пациків-2          | Біло Мало-Турянське лісництво (кв. 20 вид 29).                                 | Рішення виконкому обласної ради від 19.07.1988 р. № 128                       | Інформація відсутня, в офіційних переліках об'єкт не міститься | Площа — 1,8 га. |
| Петівське          | На землях села Петрів, Тлумацький район                                        | Рішення Облвиконкому № 166 від 17.05.1983 р.                                  | Інформація відсутня, в офіційних переліках об'єкт не міститься | Площа — 4,8 га. |
| Попанюкове         | На землях с.Солуків.                                                           | Рішення Облвиконкому № 166 від 17.05.1983 р.                                  | Інформація відсутня, в офіційних переліках об'єкт не міститься | Площа – 2,6 га. |
| Попанюкове-2       | На землях с.Солуків.                                                           | Рішення Облвиконкому № 166 від 17.05.1983 р.                                  | Інформація відсутня, в офіційних переліках об'єкт не міститься | Площа – 4 га. |
| Сапогів            | На землях с. Сапогів.                                                          | Рішення Облвиконкому № 451 від 15.07.1996 р.                                  | Інформація відсутня, в офіційних переліках об'єкт не міститься | Площа – 48,4 га. |
| Сокирчинське       | На землях колгоспу "Шлях Ілліча" (с. Сокирчин)                                 | Рішення Облвиконкому № 166 від 17.05.1983 р.                                  | Інформація відсутня, в офіційних переліках об'єкт не міститься | Площа – 6,2 га. |
| Сокирчинське 2     | На землях колгоспу "Шлях Ілліча" (с. Сокирчин)                                 | Рішення Облвиконкому № 166 від 17.05.1983 р.                                  | Інформація відсутня, в офіційних переліках об'єкт не міститься | Площа – 0,8 га. |
| Станіславка        | Шепарівське лісництво, кв. 42, Коломийський р-н                                | Рішення Облвиконкому № 166 від 17.05.1983 р.                                  | Інформація відсутня, в офіційних переліках об'єкт не міститься | Площа – 12 га. |
| Столи              | Надвірнянський р-н, Горганське лісництво, у кв.55-56.                          | Рішення виконкому обласної ради від 19.07.1988 р. № 128                       | Розпорядження обласної державної адміністрації № 443 від 23.06.1997 р. | Площа - 161 га. Типовий горганський ландшафт з вітростійким деревостаном на висоті 900-1200 метрів над рівнем моря. Об'єкт було скасовано у зв’язку з входженням до складу природного заповідника «Ґорґа́ни».                                                                                               |
| Федорів            | Лугівське лісництво, кв. 8, вид. 15                                            | Рішення виконкому обласної ради від 19.07.1988 р. № 128                       | Інформація відсутня, в офіційних переліках об'єкт не міститься | Площа – 45 га. Об’єкт на момент створення був представлений еталоном смерекового насадження з домішкою ялиці, бука, явора, віком 75 років. |
| Черник             | Надвірнянський р-н, Горганське лісництво, кв.18                                | Рішення виконкому обласної ради від 19.07.1988 р. № 128                       | Розпорядження обласної державної адміністрації № 443 від 23.06.1997 р. | Площа — 102 га. Цікавий горганський ландшафт з цінними природними деревостанами на кам’янистих ґрунтах яменнського пісковику. Урочище лежить на висоті 800—1100 метрів над рівнем моря. Увійшов до природного заповідника Горгани.                                                                         |
| Чертяк             | Невідомо                                                                       | Рішення Облвиконкому № 264 від 7.07.1972 р.                                   | Інформація відсутня, в офіційних переліках об'єкт не міститься | Один з найбільш таємничих колишніх природно-заповідний об'єктів, щодо якого ні розташування, ні площа не відомі. Можливий збіг з пам'яткою природи Чертяк |

## Інше
| Назва та категорія              | Розташування                            | Рішення про оголошення                                   | Рішення про скасування                                           | Опис |
| ------------------------------- | --------------------------------------- | -------------------------------------------------------- | ---------------------------------------------------------------- | --- |
| Ландшафтний парк «Косівський»   | На землях Косівського району.           | Рішення Облвиконкому № 451 від 15.07.1996 р.             | Інформація відсутня, в офіційних переліках об'єкт не міститься   | Площа – 50000 га. Входить до складу НПП Гуцульщина                                                                                          |
| Підмихайлівський зоопарк        | Село Підмихайлівці Рогатинського району | Рішення Івано-Франківської обласної ради 23.06.1997 року | Рішення Івано-Франківської обласної ради № 350-10 від 12.03.2004 | Площа — 5 га. Скасування статусу відбулось по причині того, що всі тварини в зоопарку вимерли.                                              |
| Чорногорський національний парк | Чорногора                               | 1936                                                     | 1939                                                             | Перший національний парк на території сучасної України. Діяв в 1936—1939 рр. на площі 1534 га. Був створений польським міністерством лісів. |

З інформації у вказаних джерелах відомо, що заповідні урочища «Черник», «Новобудова», «Столи»  були скасовані з причини входу до складу природного заповідника «Горгани». 
Заповідне урочище «Керман» скасоване з причини масового пошкодження дерев вітровалом. 
Ботанічні пам'ятки природи «Дуб черещатий» (n=2), «Тис ягідний», «Яловець звичайний», «Ювілейна» були скасовані з причини масового висихання дерев, а ботанічна пам'ятка природи «Дуб Івана Франка» була знесена при будівництві дороги. 
Ботанічні пам'ятки природи «Дуб черещатий», «Дуб» (пірамідальної форми) та «Рогатинська дача» скасовані з причини масового висихання дерев і «Стариця Дністра» — по причині збільшення площі водойми до 62,3 га. 
Пам'ятки природи, «Смілин», «Камінь», «Скельно-флористичний резерват», «На трантах», «Залісця», «Дуб черещатий» (n=11), «Водоймище Королівка», «Біля Маринополя» скасовані з причини входження до складу РЛП «Галицький» і тільки ботанічна пам'ятка природи «Платан східний» був скасований з причини висихання дерева. 
Ботанічні пам'ятки природи «Плаун колючий», «Арніка гірська», «Цибуля ведмежа», «Урочище Глибокий Брусник», «Еталон смереко-ялицевого насадження», «Еталон змішаного насадження» (n=2), «Резерват сосни кедрової європейської», «Еталон ялицевого насадження», «Еталон буково-ялицевого насадження» (n=2), «Смерека», «Смерека гірська», «Ялиця європейська» (n=7), «Сосна веймутова» (n=50), "Сосна кедрова європейська (n=5), «Тис ягідний» (n=2), «Тополя капова чорна» (n=2), «Ільм гірський» (n=2), «Кущі клокички» (n=2), «Водоспад в Яремчі», «Джерело мінеральне» (n=2), «Скеля на правому березі р. Прут», "Лісопарк-урочище «Камянище», "Урочище «Дрібка», «Пічний», «Сісне», «Підділ», «Межизвірна», «Паралжин», «Гаврилець», «Гропинець» були скасовані з причини входу до складу Карпатського НПП, лише перевал «Ластун-Попади», «Мокрин» і "Урочище «Ветундул» були скасовані з причини висихання болота і втрати наукової цінності.
Для об'єктів ПЗФ «Ділянка незайманого лісу», «Чертяк», «Кривець» у рішеннях про створення не було вказано місце їхнього розташування у Івано-Франківській області, лише вказано площу, категорію, рішення про створення. 